# Station Uithoorn
Station Uithoorn is een voormalig spoorwegstation in Uithoorn aan de Haarlemmermeerspoorlijnen en, als Uithoorn Centrum, eindhalte van de Amsteltram.
Het station lag aan de spoorlijnen Bovenkerk – Uithoorn, Aalsmeer – Nieuwersluis-Loenen en Uithoorn – Alphen aan den Rijn. Het station werd geopend op 1 juli 1914 en op 3 september 1950 gesloten voor personenvervoer.
Het goederenvervoer bleef bestaan tot de sluiting op 30 mei 1986, waarna de sporen werden opgebroken. Het oude tracé werd benut voor aanleg van een busbaan, waarvoor ook de oude spoorbrug over de Amstel wordt gebruikt.
Het stationsgebouw (gebouwd naar stationsontwerp: HESM I) werd gebouwd in 1911. Er is in het gebouw een café-restaurant gehuisvest en bevinden zich rondom het gebouw diverse spoorwegattributen ter decoratie. Tevens bevindt zich een wachterswoning bij het voormalige stationsterrein met het nummer 45.
Vanaf 21 juli 2024 is het station onder de naam Uithoorn Centrum de eindhalte voor tramlijn 25 van de Amsterdamse tram. Het station bestaat uit een eilandperron met twee sporen. Langs het station ligt een vrije busbaan met een halte voor bussen van Syntus Utrecht.
In het station is restaurant het Spoorhuys gevestigd. Bij het station staan enkele spoorse attributen, zoals een Sik, opgesteld.

## Fotogalerij

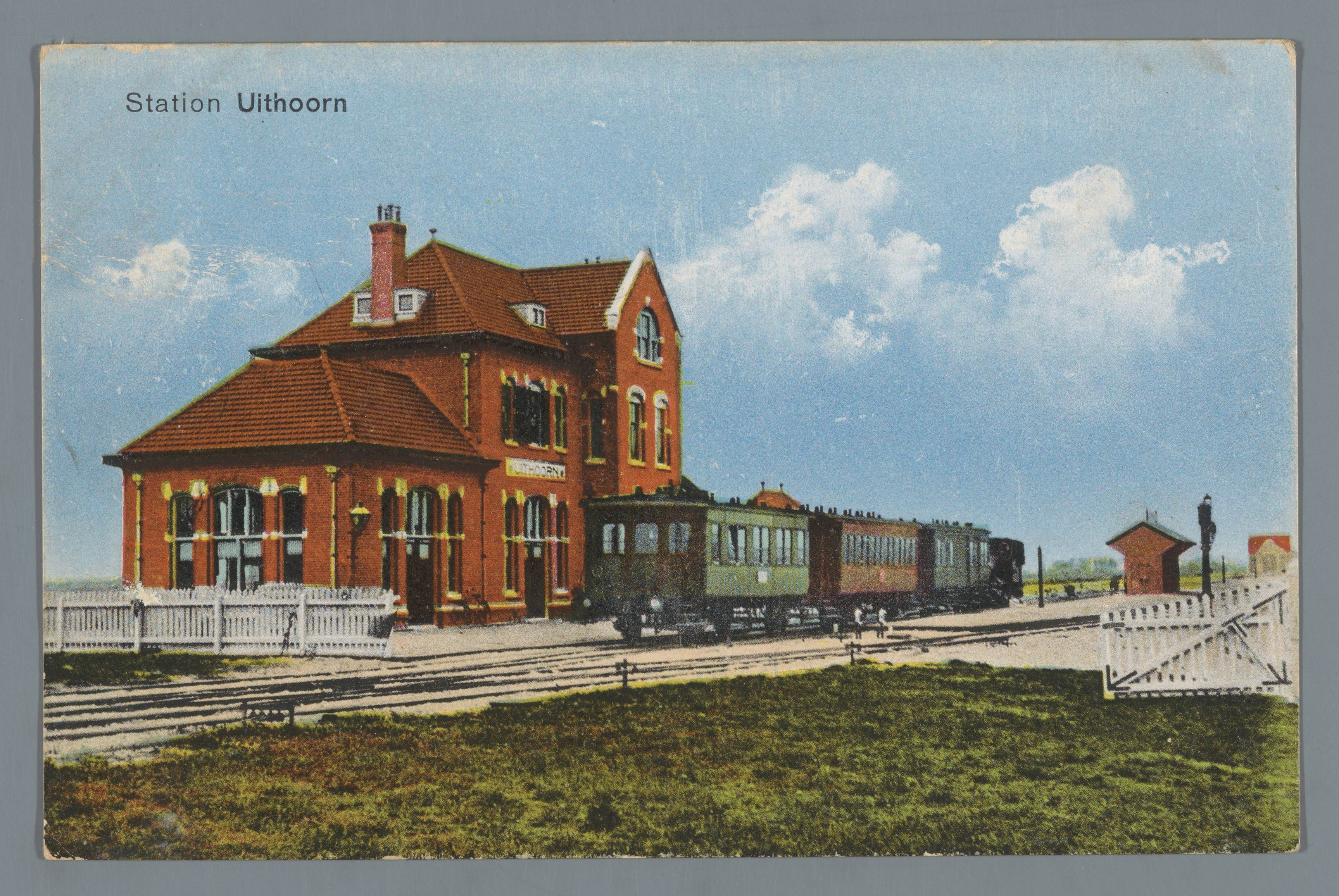
Station Uithoorn met een trein, kort na de opening in 1914.
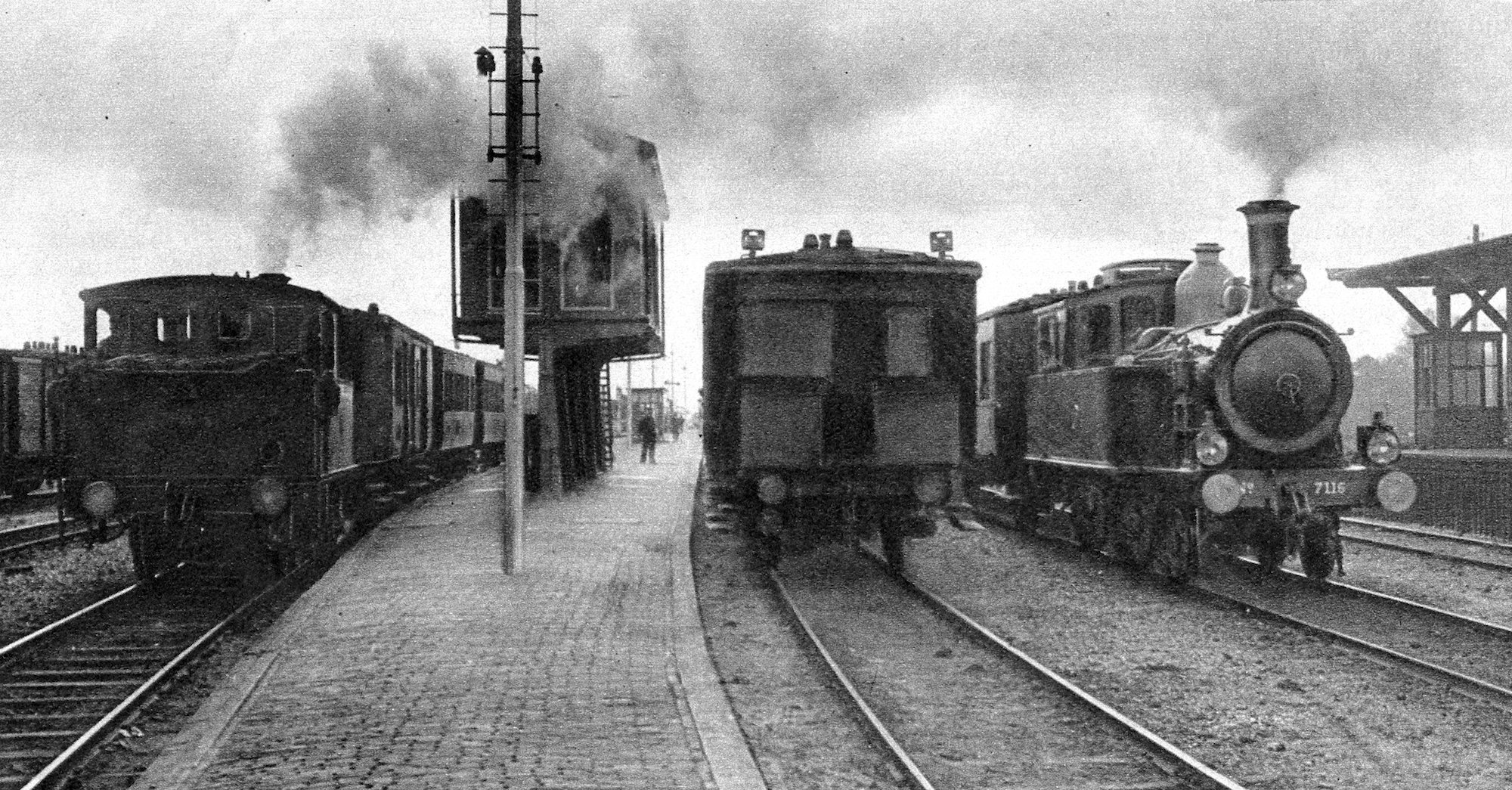
Enkele treinen langs het perron van het NS-station Uithoorn, met rechts de stoomlocomotief nr. 7116 (serie 7100) van de NS; september 1935. Collectie van het Utrechts Archief.
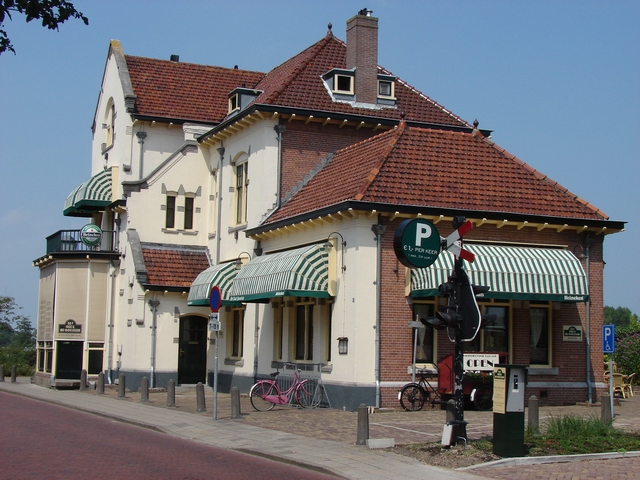
Straatzijde van het station; 2008.
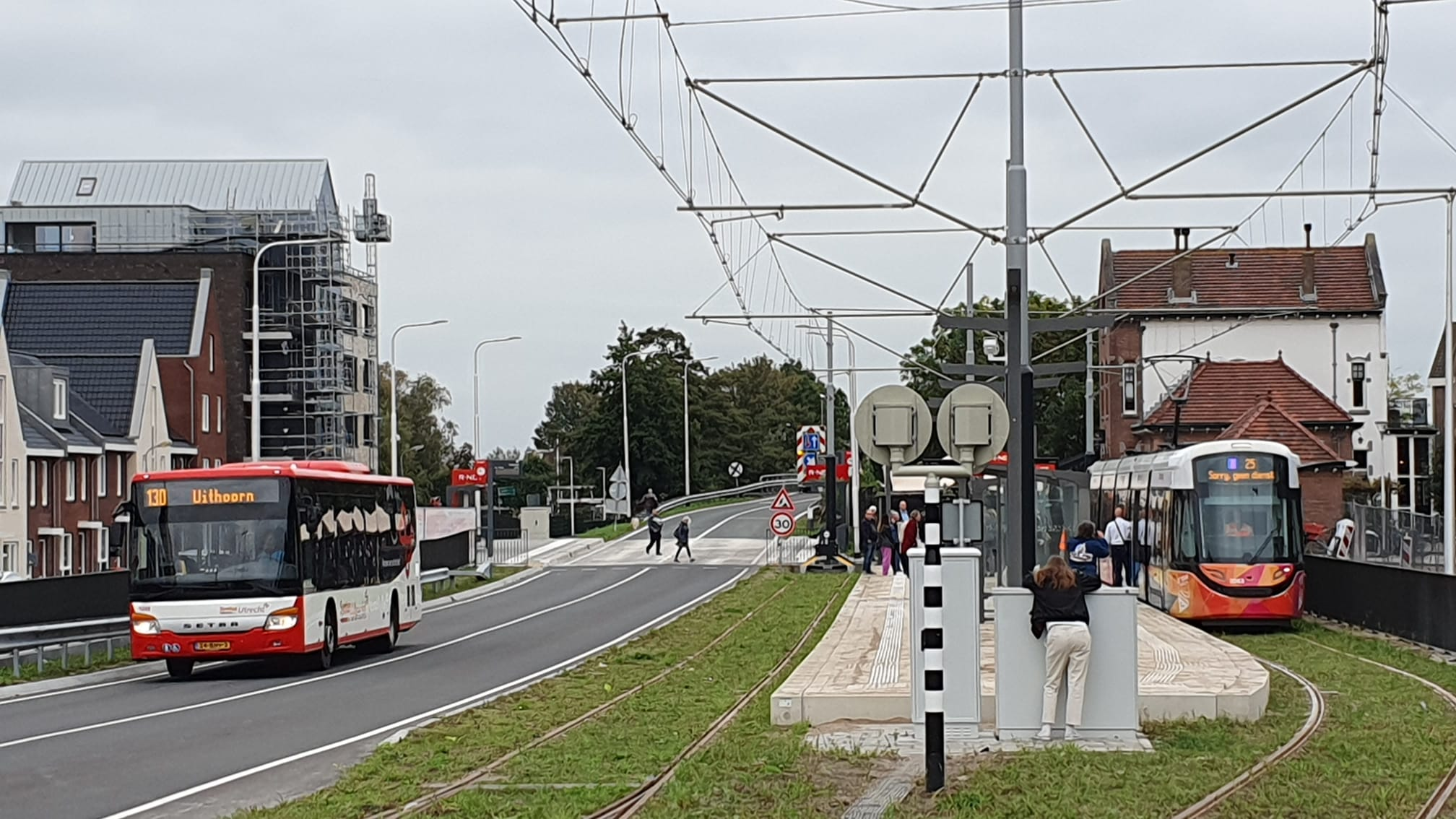
Testritten op 9 oktober 2023 van de Amsteltram bij station Uithoorn.
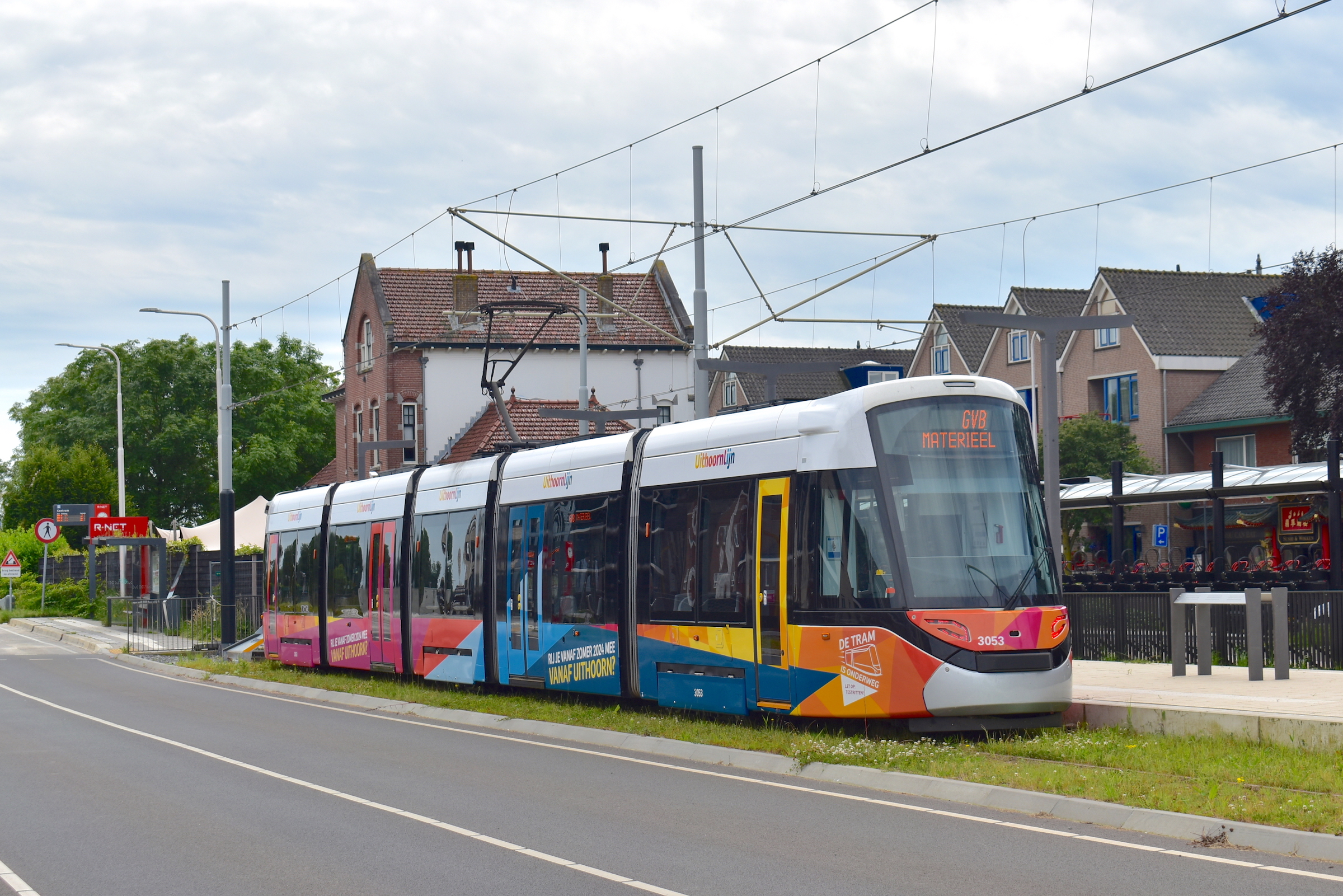
GVB 3063 in uitvoering 'Uithoornlijn' bij het eindpunt te Uithoorn. Op de achtergrond het oude Station Uithoorn; 20 juni 2024.
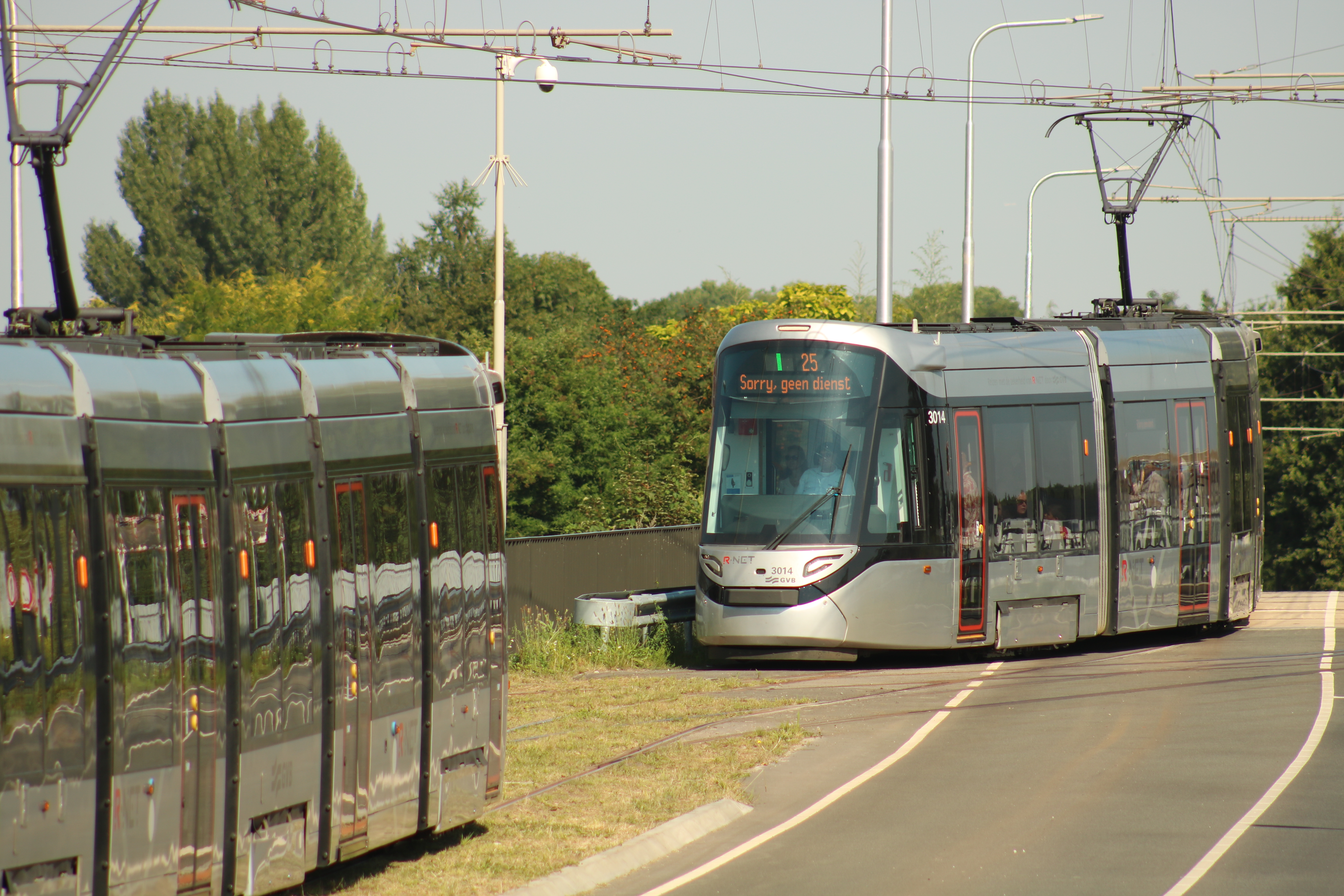
Een aankomende tram vanuit Uithoorn Busstation, een andere tram staat gereed voor vertrek; 20 juli 2024.
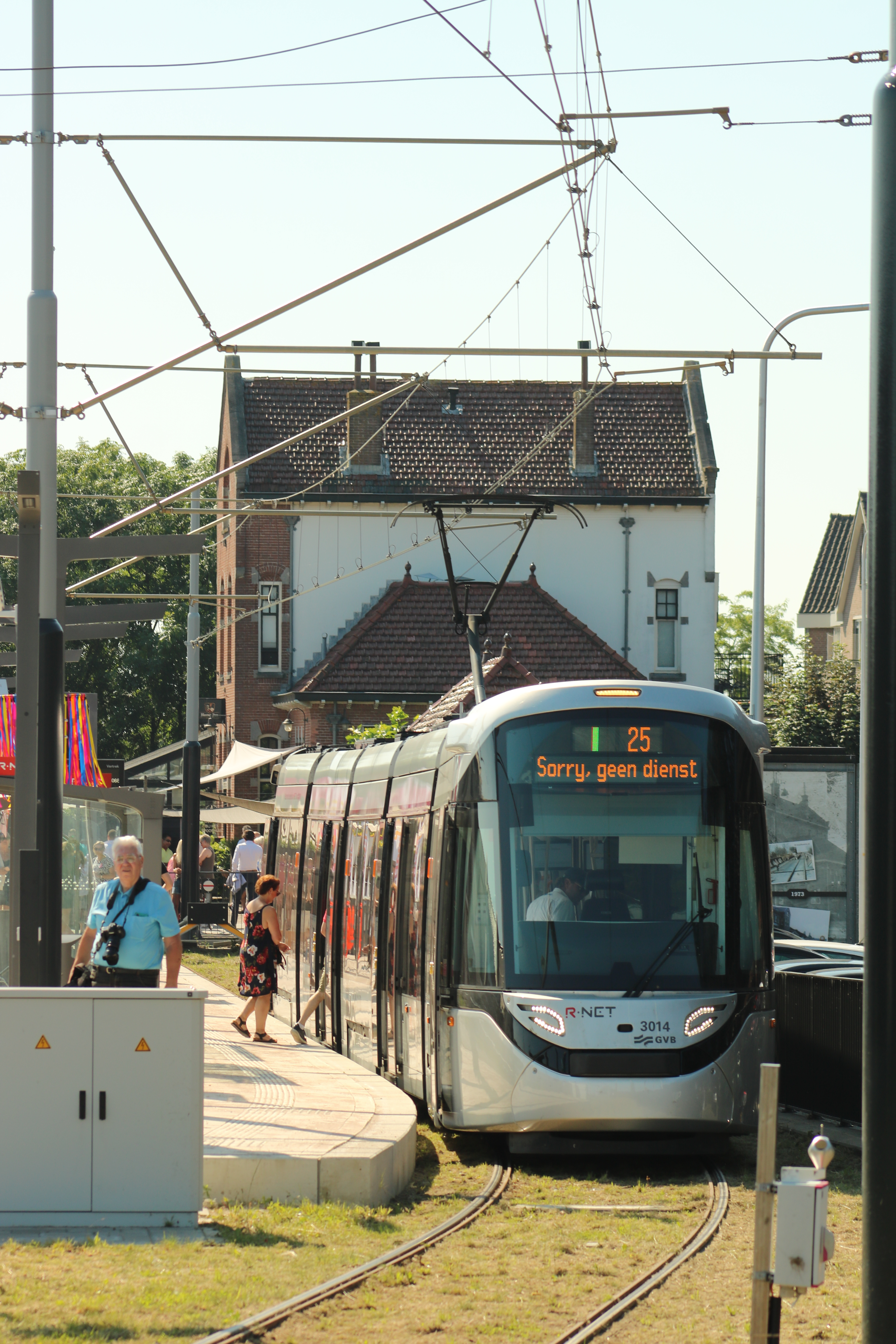
Tram met daarachter het oude stationsgebouw van Uithoorn; 20 juli 2024.
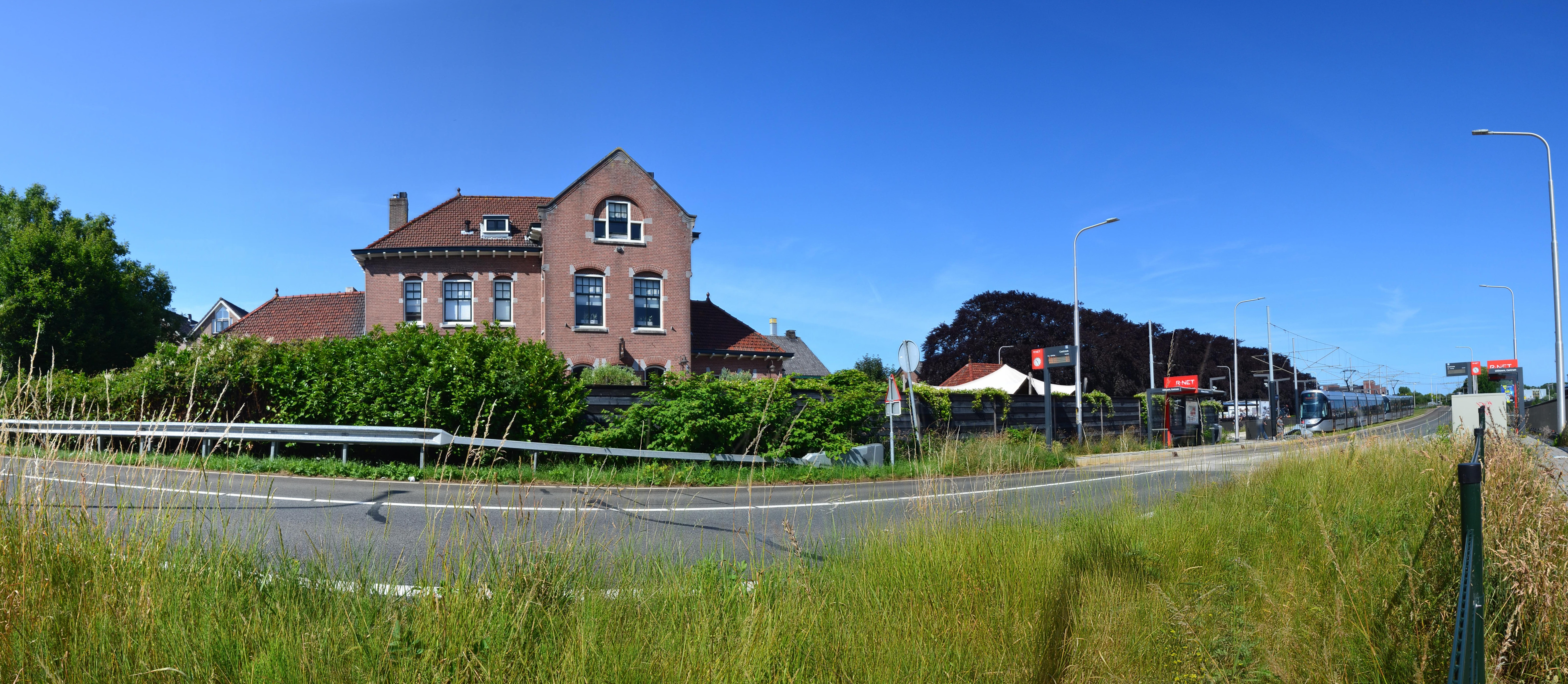
Overzicht, juni 2025